# Гонконг на летних Олимпийских играх 1972
Гонконг принимал участие в Летних Олимпийских играх 1972 года в Мюнхене (ФРГ) в шестой раз за свою историю, но не завоевал ни одной медали.